# (500548) 2012 UB36
(500548) 2012 UB36 es un asteroide perteneciente al cinturón exterior de asteroides, descubierto el 2 de octubre de 2006 por el equipo del Spacewatch desde el Observatorio Nacional de Kitt Peak, Arizona, Estados Unidos.

## Designación y nombre
Designado provisionalmente como 2012 UB36.

## Características orbitales
2012 UB36 está situado a una distancia media del Sol de 3,205 ua, pudiendo alejarse hasta 3,793 ua y acercarse hasta 2,617 ua. Su excentricidad es 0,183 y la inclinación orbital 5,807 grados. Emplea 2096,25 días en completar una órbita alrededor del Sol.

## Características físicas
La magnitud absoluta de 2012 UB36 es 16,3. 